# Henry J
La Henry J était une automobile américaine construite par la société Kaiser-Frazer Corporation et nommée d'après son président, Henry J. Kaiser. La production de modèles six cylindres a débuté en juillet 1950, et celle de la quatre cylindres a commencé peu de temps après la fête du Travail. La voiture fut présentée publiquement le 28 septembre 1950 et fut commercialisée jusqu'en 1954.

## Développement

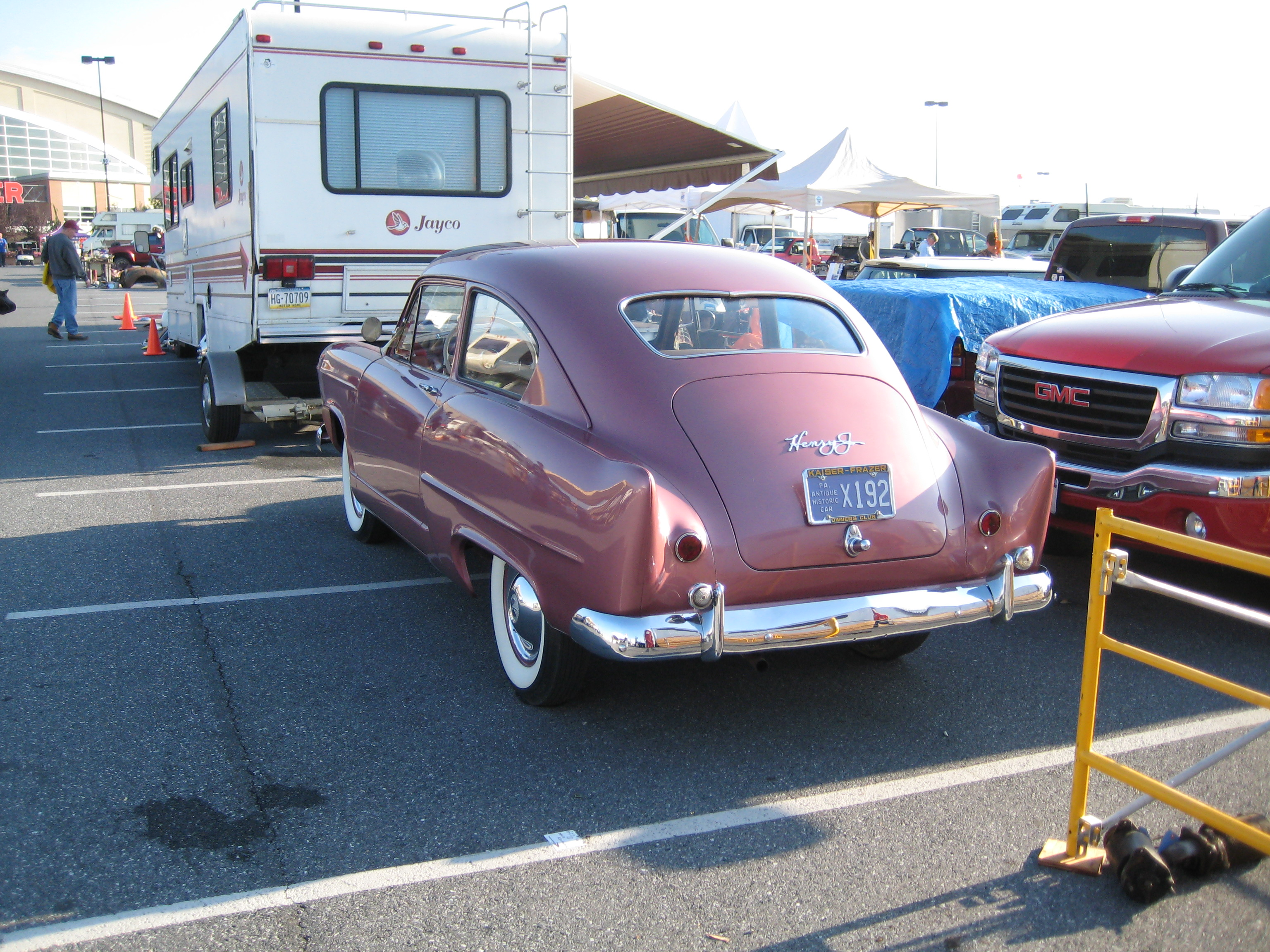
1951 Kaiser Henry J vue de l'arrière

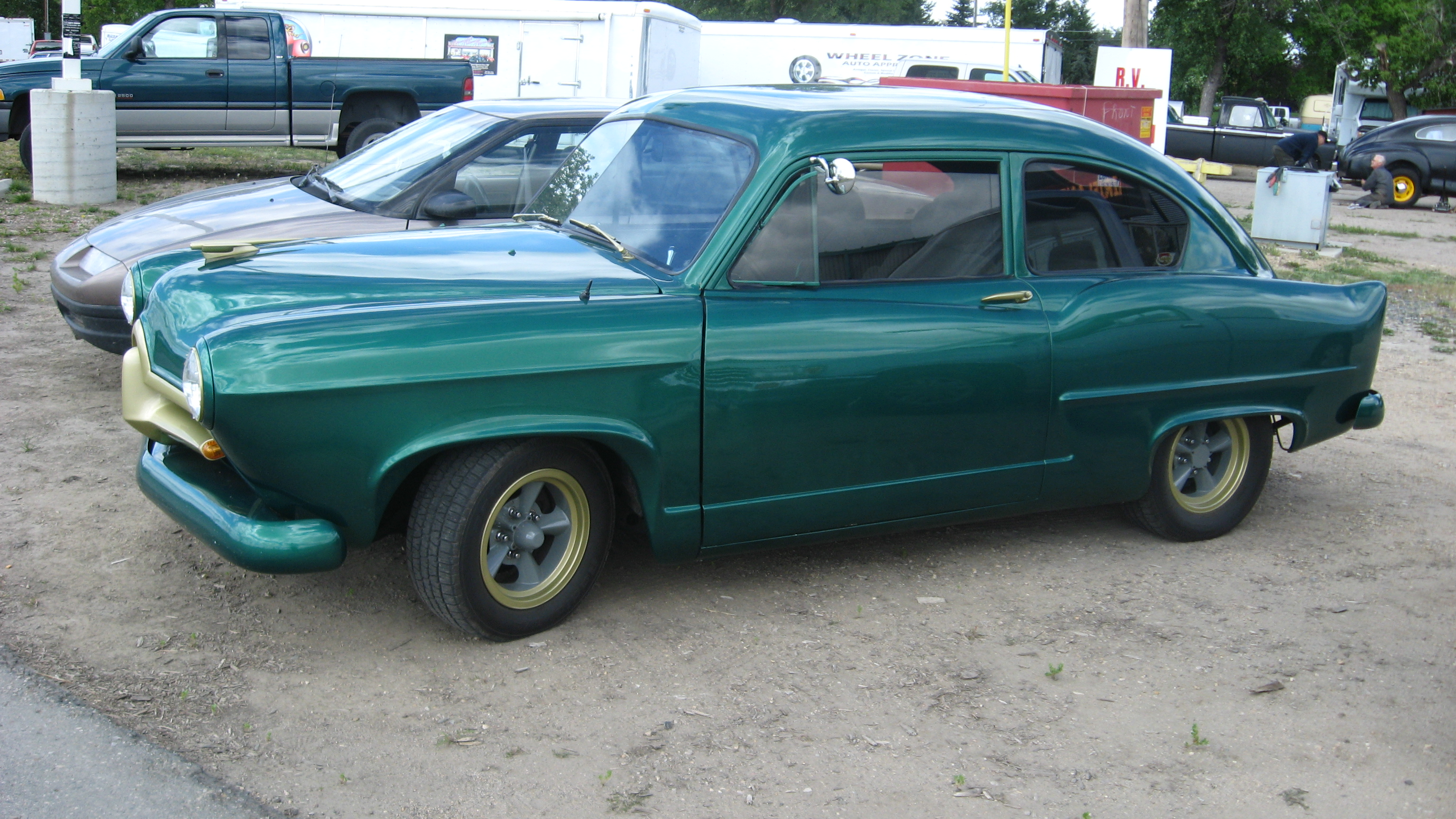
Henry J personnalisée (peinture personnalisée, avec des roues changées)

La "Henry J" était une idée d'Henry J. Kaiser, qui souhaitait augmenter les ventes de son usine Kaiser automobile par l'ajout d'une voiture qui pourrait être construite à peu de frais et donc abordable pour l'Américain moyen, dans la même veine que Henry Ford a produit le Modèle T. L'objectif était d'attirer les "acheteurs les moins riches qui ne pouvaient se permettre qu'une voiture d'occasion" et la tentative est devenu un pionnier des voitures compactes américaines.
Pour financer le projet, la Kaiser-Frazer reçut un prêt du gouvernement fédéral en 1949. Ce financement spécifiait diverses particularités du véhicule. Kaiser-Frazer s'engage à concevoir un véhicule qui, dans sa forme de base, ne dépasserait pas (y compris l'impôt fédéral et la préparation de la livraison) 1 300 $ (13 815 $ actuels). Elle devait transporter au moins cinq adultes, être capable de tenir au moins 80 km/h pendant de longues périodes et être disponible à la vente au détail au plus tard le 30 septembre 1950.
Pour ce faire, la "Henry J" fut conçue pour comporter le moins de composants possibles, et construite à partir du plus petit nombre de pièces. Pour économiser des coûts, les premières "Henry J" n'avaient pas de couvercle de coffre; les usagers devaient y accéder en rabattant la banquette arrière. Une autre mesure d'économie fut de n'offrir la voiture que comme berline deux portes avec fenêtres fixes à l'arrière. Manquaient également dans la version de base la boîte à gants, les accoudoirs, le pare-soleil intérieur côté passager, et la ventilation.
Le moteur de la "Henry J" était un quatre cylindres de 2,2 L, produisant 51 kW (69 ch). Peu après, les modèles furent disponibles avec un six cylindres de 2,6 L à soupapes latérales produisant 60 kW (81 ch). Les moteurs furent fournis par Willys-Overland ; le moteur quatre cylindres est le même que celui des Jeeps série CJ-3A, avec peu de modifications ; le bloc et les composants internes étaient interchangeables avec le moteur CJ-3A. La production des "Henry J" fournit une importante source de revenus à Willys-Overland. Utilisé de façon rationnelle, ce type de moteur pouvait atteindre (6,7 l/100 km.
Avant que la "Henry J" ne fut mise sur le marché, les premiers exemplaires de production furent amenés en Arkansas et conduits sur des routes pour lesquelles les experts estimaient que chaque centaine de miles (161 km) sur les plus rudes routes équivaudrait à 5 000 miles (8 047 km) de conduite sur route normale.

## Marketing
Alors que la "Henry J" était bon marché, une Chevrolet 150 pouvait être achetée pour quelques dollars de plus, et la Chevy comprenait des vitres arrière ouvrables et un couvercle de coffre. La norme des voitures Chevrolet, Ford, Plymouth, et d'autres concurrentes à bas prix étaient aussi de plus grosses voitures, offrant plus d'espace intérieur. Kaiser-Frazer a ajouté le couvercle de coffre comme "accessoire" (groupe des équipements préférés) au modèle de 1951, ainsi qu'une variété d'autres points d'habillage. Cependant, la publicité pour la "Henry J" mettait toujours l'accent sur les coûts d'exploitation à une époque où le rationnement de l'essence par le War Production Board était terminé et que le carburant vendu pour environ 27 cents par gallon. La voiture pouvait atteindre 9,4 l/100 km et, en 1953, les "Henry J" remportèrent le Mobil Economy Run (en).
La "Henry J" s'est avérée être une déception pour les ventes chez Kaiser. Les modèles de 1951 en surplus furent modifiés avec une roue « Continental » (en) extérieure et une mise à niveau de l'intérieur, pour être commercialisés comme versions Henry J "Vagabond" 1952. Disponible en quatre ou six cylindres, un total de 7 017 exemplaires furent vendus.
En 1952, Kaiser commença à vendre des "Henry J" par Sears, sous le nom d'Allstate. Les Allstates étaient presque identiques aux "Henry J", mais équipées d'une calandre, d'ornements de capot, d'enjoliveurs, de badges d'identification et finitions intérieures particuliers, et de pneus et de batteries de la marque Allstate. Après deux années de ventes décevantes, Sears cessa de présenter la voiture.
La "Henry J" fut aussi disponible au Japon entre 1951 et 1954 par le biais d'un contrat de licence avec l'East Japan Heavy-Industries, une filiale du groupe Mitsubishi.
En 1952, la "Henry J Corsair" (quatre cylindres) et "Corsair Deluxe" (six cylindres) furent introduites, mettant en vedette l'amélioration de style et de fabrication, mais à des prix plus élevés. L'avant avait une calandre pleine largeur, tandis que les feux arrière furent incorporés au bout des ailes.
La "Henry J Corsair" de 1953 reçut quelques changements de style et était équipée du petit moteur à quatre cylindres et soupapes latérales. La publicité de Kaiser promouvait "la meilleure voiture à conduire, manipuler, garer, entretenir, exploiter, et bien sûr, la plus facile à payer". Un tableau de bord rembourré devint la norme[réf. souhaitée].
En 1954, le prix de la "Corsair" à quatre cylindres fut réduit à 1 286 $ et la "Corsair Deluxe" à six cylindres proposée à 1 437 $, soit 124 $ de moins que l'année précédente. Les nouveaux équipements de sécurité incluent un tableau de bord rembourré, le pare-brise monté de sorte qu'il soit éjecté à l'impact, ainsi qu'un carburateur "Penny-Minder" qui prétendait atteindre les (7,8 l/100 km).
Les ventes ont diminué chaque année de la commercialisation de la voiture. En 1950, elle représentait 1,35 % du marché, alors qu'en 1954, elle atteignit seulement 0,02%. Alors que la "Henry J" était peu coûteuse pour le consommateur, sa fabrication et la main d'œuvre représentaient des coûts élevés. Henry J. Kaiser avait espéré faire un profit par le biais du volume; cependant la lenteur des ventes annulèrent ce plan. Le marché de l'automobile était compétitif et stimulait les "Big Three" américains — General Motors, Ford et Chrysler — et il s'est avéré que la guerre des prix eut un impact dévastateur sur les petits constructeurs d'automobiles domestiques.
Parallèlement, les ventes de la compacte Nash Rambler furent couronnées de succès, en partie parce que Nash l'introduisit dans les années 1950 comme modèle convertible unique de haute valeur et mit sur le marché la petite voiture avec de nombreuses fonctionnalités standard pour éviter que les consommateurs ne la considèrent comme de qualité inférieure. En 1953, elle fut citée par le Kiplinger's Personnal Finances comme « bien équipée et élégante, la petite Rambler est économique et facile à conduire » en cabriolet, break, ou rigide (pas de "pilier-B"). D'autre part, la "Henry J" étant une berline deux portes dépouillée, les consommateurs comprirent la différence entre "bon marché" et "pas cher" et ils perçurent la "Henry J" de manière négative. En septembre 1953, la "Henry J" fut décrite dans une comparaison des petites voitures par Kiplinger's Personal Finance comme "en difficulté... la chose la plus proche d'une voiture "moyen de transport" sur la route aujourd'hui, et en tant que telle, ne fait pas appel aux acheteurs de voitures... En valeur résiduelle, elle se classe parmi les plus faibles."

## Fin de la voiture
Les efforts de Kaiser pour stimuler les ventes dans le segment de marché à bas prix par l'ajout d'une petite voiture à son offre venait à un moment où les consommateurs exigeaient de grosses voitures. Avec l'acquisition du département véhicules de Willys-Overland au début de 1953 par la division Kaiser Manufacturing Company de Kaiser-Frazer (la division changea son nom à l'époque pour Willys Motors, Incorporated), la direction décida de mettre fin à la voiture à la fin du modèle 1953. Kaiser loua aussi l'usine Willow Run de General Motors (un incendie ayant détruit son usine de transmissions automatiques en Livonie) et l'assemblage des véhicules Kaiser fut centralisé au Jeep Toledo Complex. Cependant, l'usine de production des Henry J ne fut pas déplacée du Michigan en Ohio. Au lieu de cela, la Willys Aero fut un véhicule similaire qui a continué à être fabriqué à Toledo. Les efforts pour vendre les véhicules restants ont abouti à une courte saison 1954 pour les automobiles Henry J avec des modèles qui utilisaient les restes ou les voitures incomplètes de 1953. Ils peuvent être distingués de la version de 1953 uniquement par leur préfixe "54" du numéro de série.